# Metaxycera
Metaxycera es un género de escarabajos  de la familia Chrysomelidae. En 1864 Baly describió el género. Contiene las siguientes especies:
- Metaxycera amazona Baly, 1864
- Metaxycera basithorax Pic, 1931
- Metaxycera donckieri Pic, 1932
- Metaxycera nigripennis Weise, 1910
- Metaxycera particularis Pic, 1932
- Metaxycera purpurata Guérin-Méneville, 1844
- Metaxycera quadriguttata Waterhouse, 1881
- Metaxycera rubroguttata Baly, 1864
- Metaxycera sexpustulata Baly, 1864
- Metaxycera sinuatevittata Pic, 1932
- Metaxycera subapicalis Pic, 1931
- Metaxycera trimaculata (Olivier, 1808)